# Löwenmäuler
Die Löwenmäuler oder Löwenmäulchen (Antirrhinum) sind eine Pflanzengattung, die heute auf Grund molekularbiologischer Daten in die Familie der Wegerichgewächse (Plantaginaceae) eingeordnet wird. Traditionell wurde sie in die Familie der Braunwurzgewächse (Scrophulariaceae) gestellt. Die Gattung Antirrhinum hat ein disjunktes Verbreitungsgebiet und kommt mit 21 Arten im westlichen Mittelmeerraum und mit 15 Arten im Westen Nordamerikas vor. Die Sorten mehrerer Antirrhinum-Arten sind als Zierpflanzen beliebt und das Große Löwenmaul (Antirrhinum majus) ist eine wichtige Modellpflanze für die Erforschung der Blütenentwicklung.

## Beschreibung und Ökologie

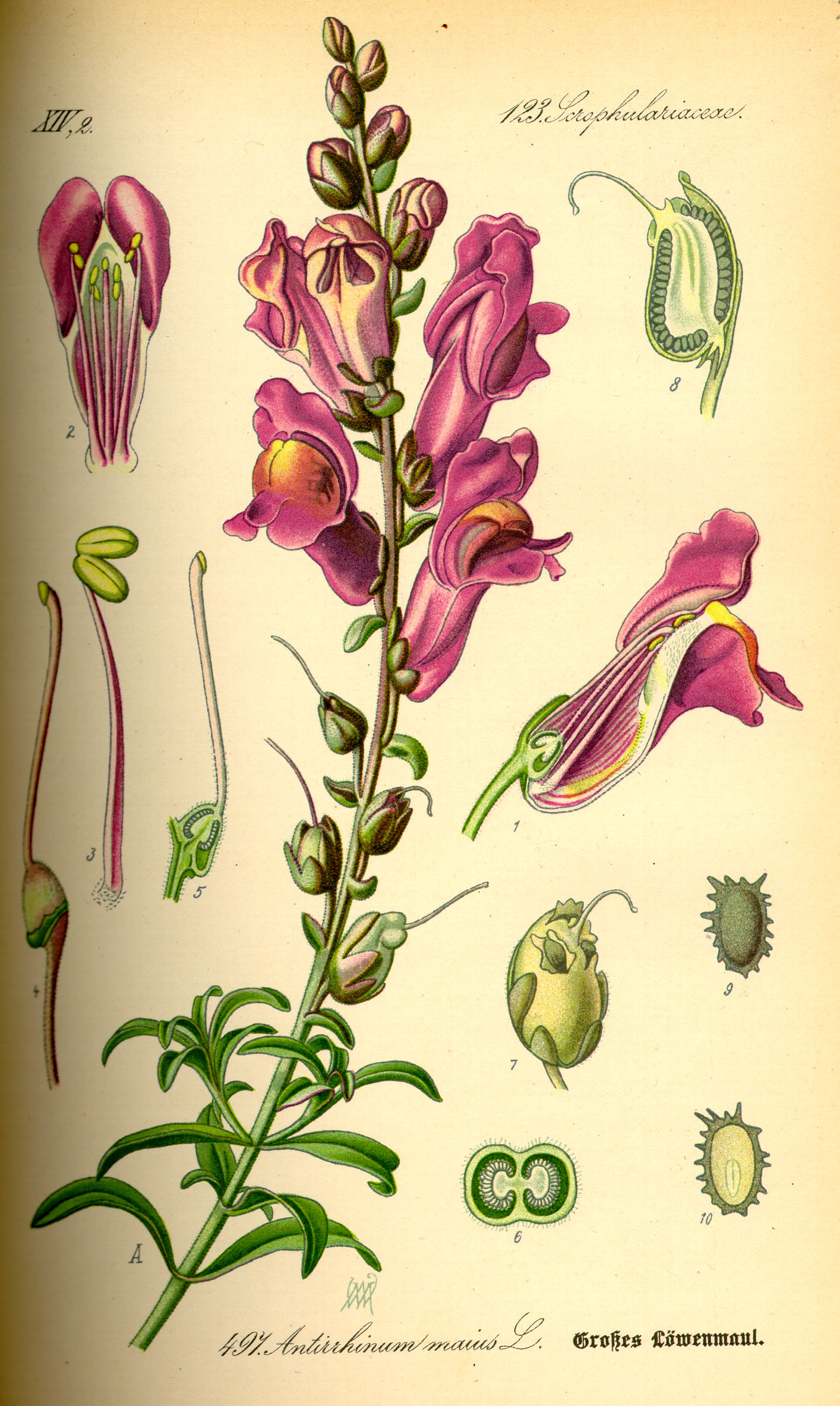
Illustration des Großen Löwenmauls (Antirrhinum majus)

### Vegetative Merkmale
Löwenmaul-Arten sind ausdauernde oder einjährige krautige Pflanzen. Der Wuchs variiert stark und umfasst weitgehend unverzweigte, stark verzweigte und windende Arten. Bei den meisten amerikanischen Arten sind kurze kletternde Sprossachsen ausgebildet. Alle Arten weisen ein stark entwickeltes Wurzelgeflecht als Anpassung an trockene Standorte auf. Von den  Laubblättern sind die oberen meist sitzend und wechselständig, die unteren sind gestielt und gegenständig angeordnet. Die einfache Blattspreite ist fiedernervig.

### Generative Merkmale
Die Blüten stehen einzeln oder in endständigen, traubigen Blütenständen zusammen. Die zwittrigen, zygomorphen Blüten sind, außer bei Antirrhinum ovatum, als auffällige Maskenblumen ausgebildet, die durch die gaumenartig ausgebuchtete untere Lippe verschlossen werden. Der Nektar wird von einem ringförmigen Nektarium an der Basis des Fruchtknotens abgegeben und sammelt sich in einer sackartigen Ausbuchtung an der Unterseite der Unterlippe. Die drei Spitzen der Unterlippe sind ungleich groß und können ebenso wie die zwei Spitzen der Oberlippe verschieden abgewinkelt oder gebogen sein. Zur Bestäubung muss ein entsprechend kräftiges Fluginsekt die Unterlippe nach unten drücken, um an Nektar und Pollen zu gelangen.
Von den ungleichseitigen, poriziden Kapselfrüchten öffnet sich die untere, größere Kammer mit zwei apikalen Poren, während die obere meist nur eine Pore aufweist.

## Systematik

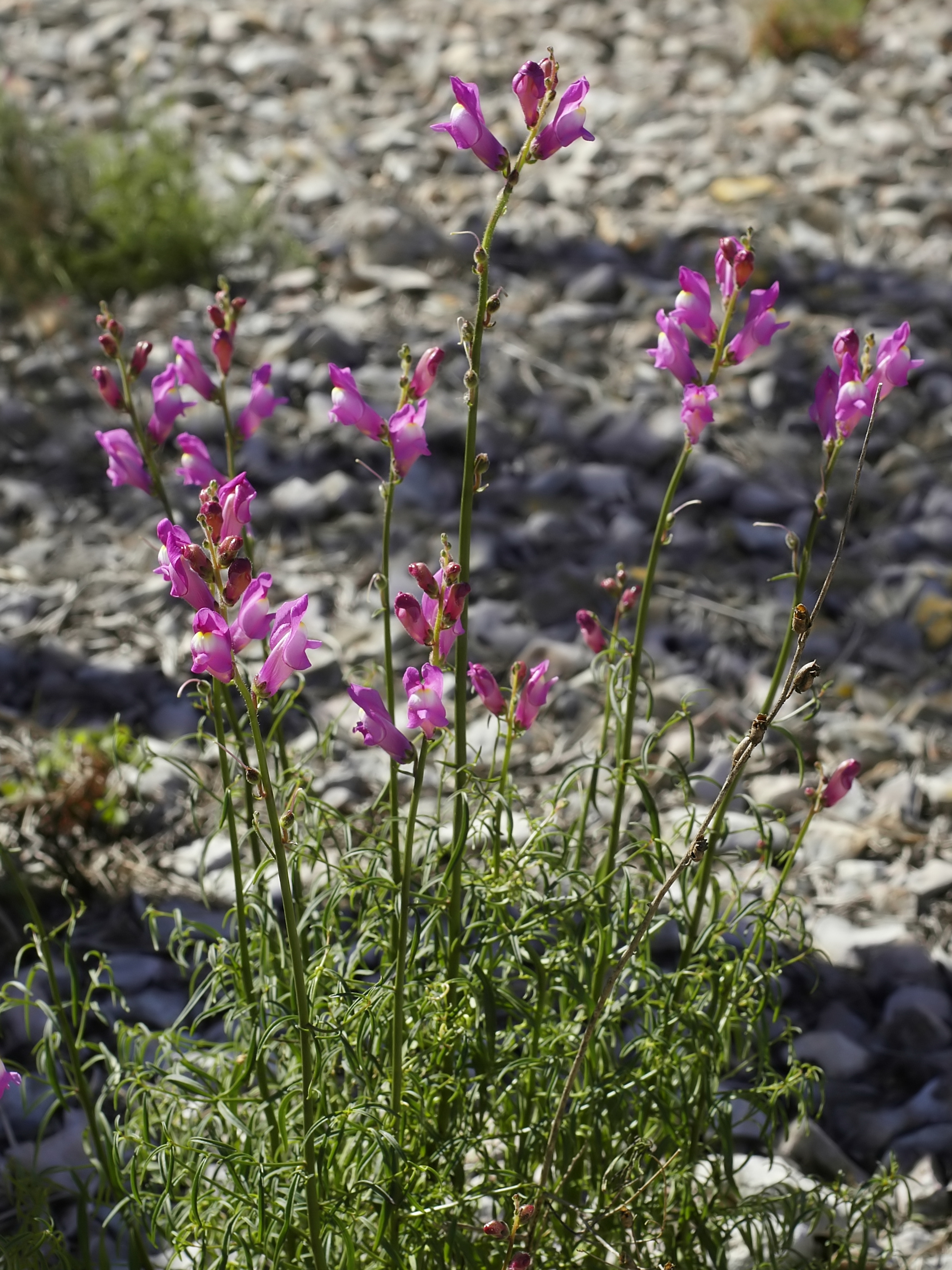
Sektion Antirrhinum: Habitus und Blüten von Antirrhinum barrelieri subsp. litigiosum

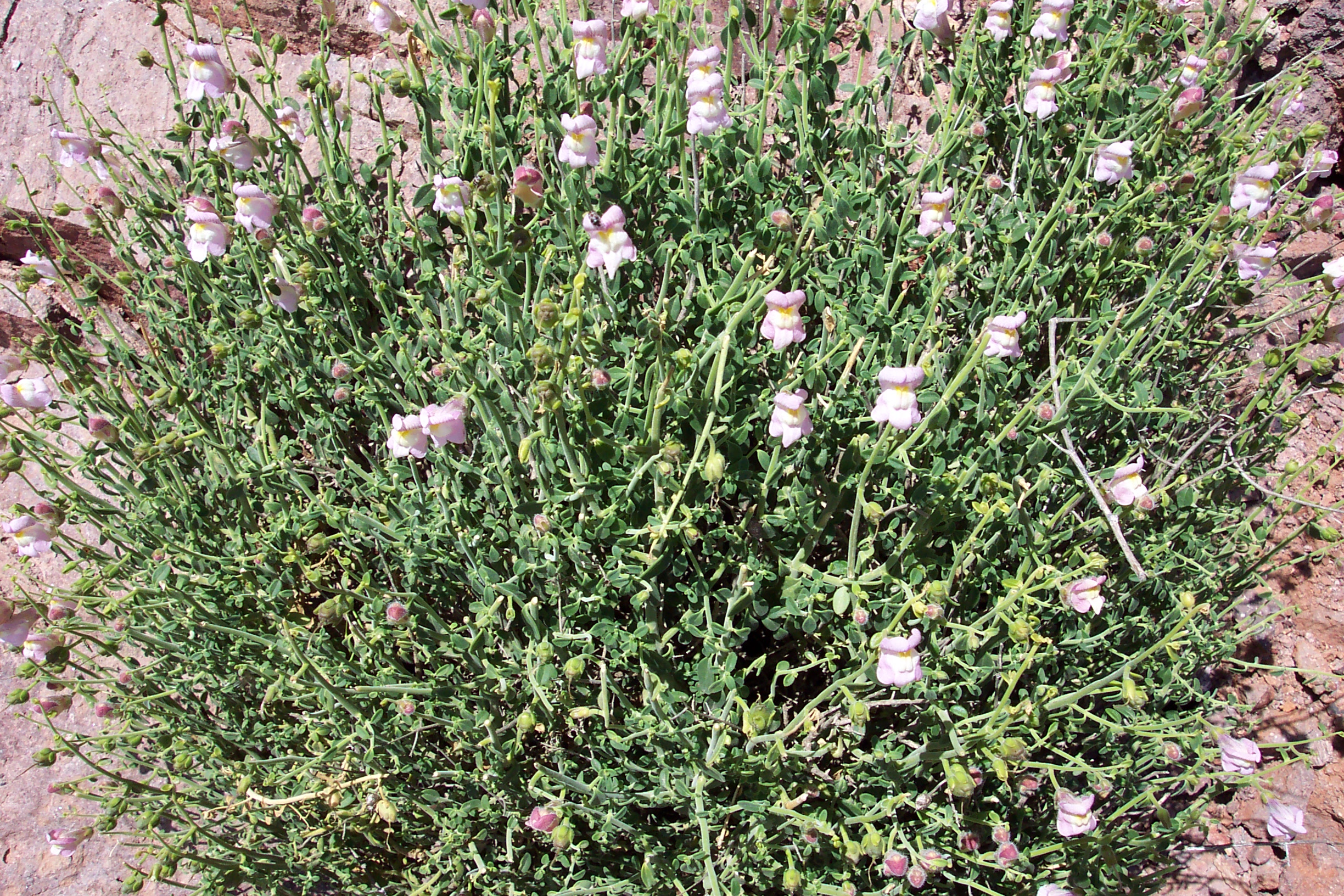
Sektion Antirrhinum: Antirrhinum charidemi

Die Gattung Antirrhinum wurde durch Carl von Linné aufgestellt.
Die Gattung Antirrhinum wird in drei Sektionen gegliedert mit insgesamt etwa 40 Arten:
- Die Sektion Antirrhinum enthält etwa 20[2] ausdauernde Arten im westlichen Mittelmeerraum mit relativ großen Blüten und einer Chromosomenzahl von n = 8. Die meisten Arten sind Endemiten mit einem begrenzten Verbreitungsgebiet auf der Iberischen Halbinsel:
  - Antirrhinum australe Rothm.: Sie kommt nur im südlichen und südöstlichen Spanien an Kalkfelsen und an Mauern vor.[3][2]
  - Antirrhinum barrelieri Boreau
  - Antirrhinum braun-blanquetii Rothm.
  - Antirrhinum charidemi Lange
  - Antirrhinum graniticum Rothm.(Syn.: Antirrhinum boissieri Rothm.)[3]
  - Antirrhinum grosii Font Quer
  - Antirrhinum hispanicum Chav. (Syn.: Antirrhinum rupestre Boiss. & Reut.[4])
  - Antirrhinum latifolium Mill.
  - Großes Löwenmaul (Antirrhinum majus L.)
  - Antirrhinum meonanthum Hoffmanns. & Link
  - Antirrhinum microphyllum Rothm.: Sie kommt nur im östlich-zentralen Spanien an Kalkfelsen vor.[2]
  - Antirrhinum molle L.: Sie kommt in Portugal, Spanien und Frankreich vor.[4] Mit 2 Unterarten:
    - Antirrhinum molle subsp. molle
    - Antirrhinum molle subsp. lopesianum (Rothm.) P.Silva (Syn.: Antirrhinum lopesianum Rothm.): Sie kommt im nordöstlichen Portugal und im nordwestlichen Spanien vor.[4]

  - Antirrhinum pertegasii Rothm.: Sie kommt nur auf Kalkfelsen im östlichen Spanien in einer Meereshöhe von etwa 1000 Metern vor.[2]
  - Antirrhinum pulverulentum Lázaro Ibiza: Sie kommt nur im östlichen Spanien an Kalkfelsen in Höhenlagen zwischen 1000 und 2000 Metern Meereshöhe vor.[3][2]
  - Antirrhinum sempervirens Lapeyr.
  - Antirrhinum siculum Mill.
  - Antirrhinum valentinum Font Quer

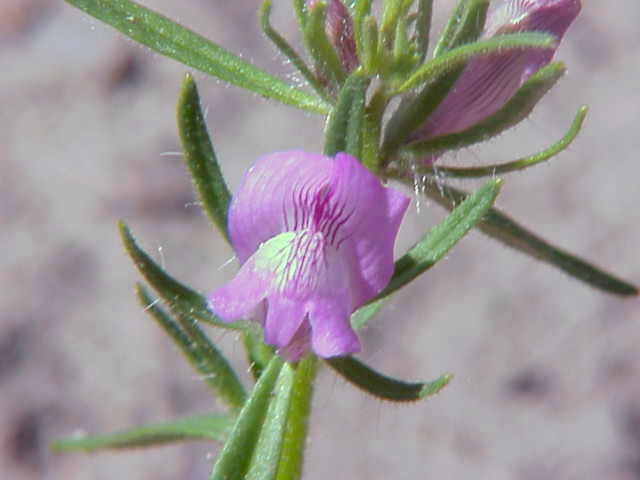
Sektion Orontium: Acker-Löwenmaul (Antirrhinum orontium)

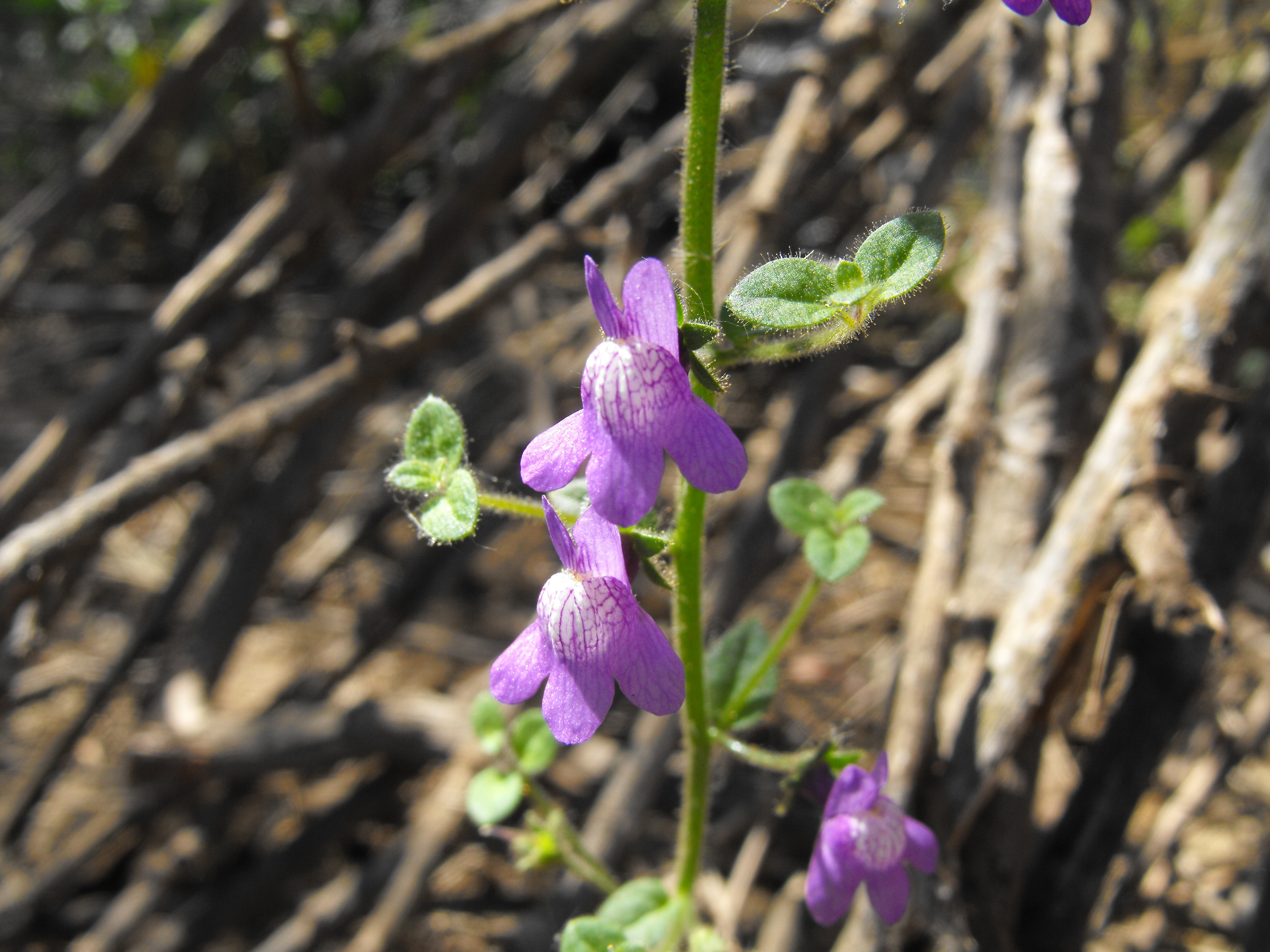
Sektion Saerorhinum: Antirrhinum nuttallianum

- Die Sektion Orontium umfasst zwei[5] im Mittelmeerraum vorkommende, kleinblütige und einjährige Arten mit einer Chromosomenzahl von n = 8. Beide Arten werden von manchen Autoren auch in eine eigene Gattung Misopates gestellt.[6]
  - Antirrhinum calycinum Lam. (Syn.: Misopates calycinum Rothm.): Sie kommt ursprünglich in Madeira, Spanien, Portugal, Frankreich, Italien, Sardinien und Sizilien vor.[6] Auf Lanzarote ist die Ursprünglichkeit zweifelhaft.[6]
  - Acker-Löwenmaul (Antirrhinum orontium L.; Syn.: Misopates orontium (L.) Raf.)

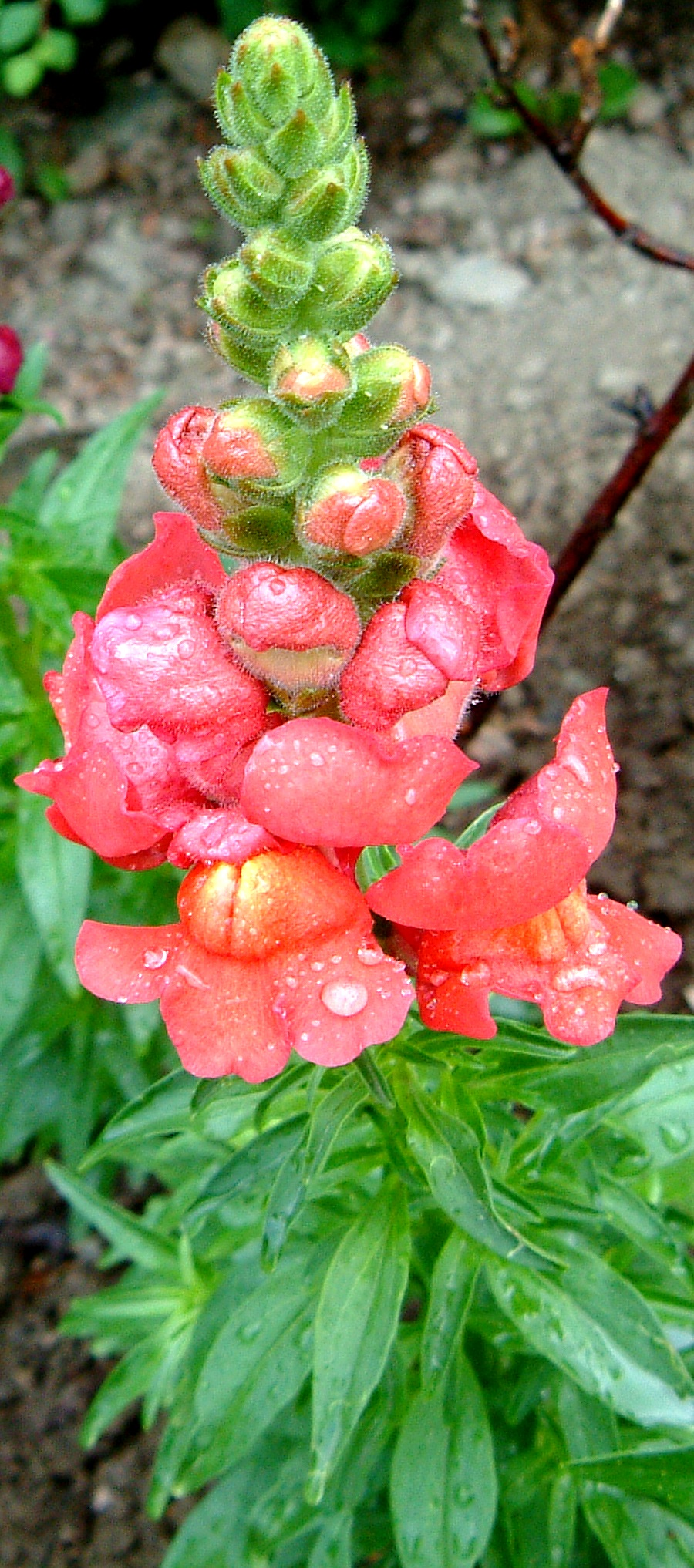
Sektion Antirrhinum: Sorte des Großen Löwenmauls (Antirrhinum majus)

- Die Sektion Saerorhinum umfasst etwa 15[5] kleinblütige, einjährige Arten mit tetraploidem Chromosomensatz mit n = (13-)15-16, die im westlichen Nordamerika vorkommen:
  - Antirrhinum cornutum Benth. (Syn.: Sairocarpus cornutus (Benth.) D.A.Sutton): Kalifornien.[4]
  - Antirrhinum costatum Wiggins (Syn.: Sairocarpus costatus (Wiggins) D.A.Sutton): Sie kommt im nordwestlichen Mexiko vor.[4]
  - Antirrhinum coulterianum Benth. (Syn.: Sairocarpus coulterianus (Benth.) D.A.Sutton): Sie kommt im südlichen Kalifornien und in Baja California Norte vor.[4]
  - Antirrhinum cyathiferum Benth. (Syn.: Pseudorontium cyathiferum (Benth.) Rothm.): Sie kommt in Kalifornien, Arizona und im nordwestlichen Mexiko vor.[4]
  - Antirrhinum filipes A.Gray (Syn.: Neogaerrhinum filipes (A.Gray) Rothm.): Sie kommt von den südwestlichen Vereinigten Staaten bis ins nordwestliche Mexiko vor.[4]
  - Antirrhinum kelloggii Greene (Syn.: Neogaerrhinum strictum (Hook. & Arn.) Rothm.): Sie kommt in Kalifornien und in Baja California vor.[4]
  - Antirrhinum kingii S.Watson (Syn.: Sairocarpus kingii (S.Watson) D.A.Sutton): Sie kommt in Oregon, Utah, Nevada, Kalifornien, Idaho und Arizona vor.[4]
  - Antirrhinum leptaleum A.Gray (Syn.: Sairocarpus cornutus subsp. leptaleus (A.Gray) Barringer): Sie kommt in Kalifornien vor.[4]
  - Antirrhinum multiflorum Pennell (Syn.: Sairocarpus multiflorus D.A.Sutton): Sie kommt in Kalifornien und in Nevada vor.[7]
  - Antirrhinum nuttallianum Benth. (Syn.: Sairocarpus nuttallianus (Benth. ex A.DC.) D.A.Sutton): Sie kommt im südlichen Kalifornien, in Arizona und im mexikanischen Baja California vor.[7]
  - Antirrhinum ovatum Eastw.: Sie wurde aus Kalifornien erstbeschrieben.
  - Antirrhinum subcordatum A.Gray (Syn.: Sairocarpus subcordatus (A.Gray) D.A.Sutton): Sie kommt in Kalifornien vor.[4]
  - Antirrhinum vexillocalyculatum Kellogg (Syn.: Sairocarpus vexillocalyculatus (Kellogg) D.A.Sutton): Sie kommt in Kalifornien vor.[4]
  - Antirrhinum virga A.Gray (Syn.: Sairocarpus virga (A.Gray) D.A.Sutton): Sie kommt in Kalifornien vor.[4]
  - Antirrhinum watsonii Vasey & Rose (Syn.: Sairocarpus watsonii (Vasey & Rose) D.A.Sutton): Sie kommt im südlichen Arizona, im nordwestlichen Mexiko und auf Guadalupe vor.[4]

## Nutzung
Viele Löwenmäuler-Sorten werden als Zierpflanzen verwendet.